# Tepas (Brang Rea)
Tepas is een bestuurslaag in het regentschap Sumbawa Barat van de provincie West-Nusa Tenggara, Indonesië. Tepas telt 1825 inwoners (volkstelling 2010).